# Петраја (Прато)
Петраја је насеље у Италији у округу Прато, региону Тоскана.
Према процени из 2011. у насељу је живело 19 становника. Насеље се налази на надморској висини од 95 м.